# Mazeyrolles
Mazeyrolles – miejscowość i gmina we Francji, w regionie Nowa Akwitania, w departamencie Dordogne.
Według danych na rok 1990 gminę zamieszkiwało 380 osób, a gęstość zaludnienia wynosiła 13 osób/km² (wśród 2290 gmin Akwitanii Mazeyrolles plasuje się na 809. miejscu pod względem liczby ludności, natomiast pod względem powierzchni na miejscu 291.).